# Наклонение
Наклонението е граматическа категория на глагола, чрез която говорещият изразява в какво отношение според него се намира глаголното действие спрямо реалността. Според друго определение наклонението показва отношението на говорещото лице към действието.

## Наклонения в българския език
Според повечето български граматики в българския език има четири наклонения:
1) Изявително наклонение (лат. индикатив) – действието се представя като реално, говорещият е свидетел или сам е стигнал до извода, че действието е осъществено.
Примери: Ядеш хляба с чубрица. Той е ял хляба с чубрица.
2) Повелително наклонение (лат. императив) – говорещият иска действието да се извърши. 
Пример: Яж хляба с чубрица! (2 л. ед.ч.)
3) Условно наклонение (лат. кондиционал) – говорещият представя извършването на действието като зависещо от някакво условие.
Пример: Ако имаше хляб, би ли го ял с чубрица?
4) Преизказно наклонение (лат. ренаратив) – действието се представя като реално, но говорещият не е свидетел и не е стигнал сам до извода, че действието е осъществено, а го предава по чуждо сведение.
Пример: Той ял хляба с чубрица.
Често условното наклонение се използва при учтиви молби.
Пример: Би ли ми подал хляба?
Връзката на тези учтиви молби с условността е явна при изречения от типа:
Би ли ми подал хляба, ако обичаш?
Тук се подчертава, че условие за изпълнението на действието е волята на слушателя.
Преизказното наклонение се различава най-ясно от сходни нему форми на изявителното наклонение в 3 л. ед. и мн.ч.:
Слънцето изгря. – Това изречение е в изявително наклонение, минало свършено време. Говорещият е свидетел на събитието (предава го по свои наблюдения).
Слънцето е изгряло. – Това изречение е в изявително наклонение, минало неопределено време. Говорещият не е свидетел на събитието, но сам прави извод за него (например вижда, че навън е вече светло).
Слънцето изгряло. – Това изречение е в преизказно наклонение, минало свършено време. Говорещият не е свидетел на събитието и не прави сам извод за него, а го предава по чуждо сведение (някой му е казал, че слънцето е изгряло).
Някои граматики предлагат друга класификация, според която наклоненията в българския език са само три: изявително, повелително и условно. Не се оспорва съществуването на преизказни глаголни форми, само че те образуват не четвърто наклонение, а свръхнаклонение, тъй като може да се преизказва не само изявителното, но и повелителното  наклонение
(Петър да напише писмото по-скоро! – Петър да напишел писмото по-скоро!),
както и простите форми на условното наклонение
(Ако знаеше, насреща ѝ не се стояваше. – Ако знаела, насреща ѝ не се стоявало.).
От друга страна, в българския език съществуват и предположителни глаголни форми, които могат да се разглеждат като отделно наклонение, но повечето граматики ги класифицират като особени значения на глаголните времена в изявително наклонение.